# Administración apostólica para los fieles de rito bizantino en Bielorrusia
La administración apostólica para los fieles de rito bizantino en Bielorrusia (en latín: Administratio Apostolica Belorussiae pro fidelibus ritus byzantini) es una circunscripción eclesiástica de la Iglesia católica en Bielorrusia. Se trata de una administración apostólica greco-católica bielorrusa, inmediatamente sujeta a la Santa Sede. Desde el 30 de marzo de 2023 su administrador apostólico es el presbítero Sergiusz Gajek, de la Congregación de Clérigos Marianos.

## Territorio y organización
La administración apostólica tiene 207 600 km² y extiende su jurisdicción sobre los fieles católicos de rito bizantino residentes en Bielorrusia.
La sede de la administración apostólica no ha sido publicada, pero el visitador apostólico Sergiusz Gajek, primer administrador apostólico, tuvo su sede en la ciudad de Minsk.
En 2023 en la administración apostólica existían 16 parroquias agrupadas en 2 decanatos (o arciprestazgos): 
- El centro-occidental comprende Minsk, provincia de Goradnia, provincia de Minsk, provincia de Brest. Es llamado Beato Mikalay.
- El oriental es llamado San Jozafat. Comprende: provincia de Gómel, provincia de Maguiliu y provincia de Vítebsk.

## Historia
La comunidad católica de rito bizantino en Bielorrusia es heredera de las diócesis ubicadas en este territorio pertenecientes a la metrópolis ortodoxa de Kiev (dentro de los límites de la Mancomunidad de Polonia-Lituania, que incluía la actual Bielorrusia), que en 1596 entraron en plena comunión con la Santa Sede de Roma conservando su liturgia bizantina en idioma eslavo eclesiástico, hecho conocido como Unión de Brest.
Después de la partición de la comunidad en el siglo XVIII las iglesias uniatas en Bielorrusia y la Iglesia greco-católica ucraniana siguieron diferentes caminos, los ucranianos quedaron dentro del católico Imperio austríaco, mientras que los bielorrusos cayeron dentro del ortodoxo Imperio ruso a causa de la partición de Polonia. Esto llevó a que en marzo de 1795 muchos fieles se unieran a la Iglesia ortodoxa rusa. En 1798 fue erigida la eparquía de Minsk de los rutenos, que en 1839 se volvió una sede impedida pero no suprimida, ya que el Anuario Pontificio la mencionó hasta 1924. Un sínodo llevado a cabo en la ciudad de Polatsk el 25 de marzo de 1839, por los tres obispos de la Iglesia, pasó oficialmente 1 600 000 cristianos y entre 1305 y 2500 sacerdotes a la Iglesia ortodoxa rusa. Sin embargo, algunos sacerdotes y fieles rehusaron la unión. El Estado ruso asignó la mayoría de las propiedades eclesiásticas a la Iglesia ortodoxa en los años 1840, y algunos sacerdotes emigraron a la Galitzia austríaca, mientras otros eligieron la práctica secreta del entonces prohibido rito bizantino católico en el Imperio ruso.
Cuando el 22 de febrero de 1903 el zar Nicolás II publicó un decreto reconociendo la libertad de culto en Rusia, unos 230 000 bielorrusos buscaron la unión con Roma. Sin embargo, el Gobierno ruso rehusó permitir la formación de una comunidad católica de rito bizantino, por lo que ellos adoptaron el rito latino, lo que originó que la mayoría de los actuales bielorrusos católicos sean de ese rito.
Después de la Primera Guerra Mundial, una comunidad de cerca de 30 000 greco-católicos, que conservando su liturgia bizantina, emergió en áreas occidentales de Bielorrusia que habían sido anexadas por Polonia, eran descendientes de los que un siglo antes habían sido forzados a ingresar en la Iglesia ortodoxa rusa. Un visitador apostólico fue enviado por el papa para informar sobre su situación en 1931.
En 1907 el papa Pío X le dio en forma oral y absolutamente secreta plenos poderes al archieparca de Leópolis, Andrés Sheptytsky, para organizar la Iglesia de rito bizantino en el Imperio ruso. Después de que la Unión Soviética anexara el occidente de Bielorrusia, el 17 de septiembre de 1939 Sheptytsky usó sus excepcionales poderes para crear 3 exarcados, dos de los cuales incluían partes de Bielorrusia: exarcado archiepiscopal de Volinia, Polasia y Podlaquia (exarca Mykola Charnetskyi) y el exarcado archiepiscopal de Bielorrusia para los fieles de rito bizantino (locum tenens Mykola Charnetskyj y desde el 17 de septiembre de 1940, exarca Antoniy Nemantsevich). El papa Pío XII aceptó estos exarcados el 22 de noviembre de 1941. El exarcado quedó vacante en 1943.
Después de la Segunda Guerra Mundial, cuando la región fue absorbida por la Unión Soviética, la Iglesia greco-católica bielorrusa fue una vez más suprimida y reintegrada en la Iglesia ortodoxa rusa, mientras que algunos files emigraron a Europa occidental y a América del Norte.
Después de la disolución de la Unión Soviética y de la independencia de Bielorrusia en 1991, los católicos bizantinos bielorrusos emergieron una vez más. En septiembre de 1990, se produjo el registro de la primera parroquia greco-católica desde la Segunda Guerra Mundial, y a principios de 1991 el padre Jan Matusévich comenzó a celebrar la liturgia en su apartamento de Minsk. Más tarde fue puesto a cargo de todas las parroquias greco-católicas en Bielorrusia, y murió en 1998. En 1993 el archimandrita Sergiusz Gajek fue nombrado visitador apostólico para los greco-católicos en Bielorrusia.
La administración apostólica fue erigida por el papa Francisco el 30 de marzo de 2023; Sergiusz Gajek fue designado como el primer administrador apostólico de los fieles greco-católicos en Bielorrusia.

## Estadísticas
Según el la Síntesis del Boletín oficial de la Santa Sede del 30 de marzo de 2023, la administración apostólica tenía a principios de 2023 un total de 5000 fieles bautizados.
| Año | Población            | Población | Población      | Sacerdotes | Sacerdotes    | Sacerdotes    | Bautizados por sacerdote | Diáconos permanentes | Religiosos | Religiosos | Parroquias |
| Año | Bautizados católicos | Total     | % de católicos | Total      | Clero secular | Clero regular | Bautizados por sacerdote | Diáconos permanentes | Varones    | Mujeres    | Parroquias |
| --- | -------------------- | --------- | -------------- | ---------- | ------------- | ------------- | ------------------------ | -------------------- | ---------- | ---------- | ---------- |
| 2023 | 5000                 | ?         | ?              | 16         |               |               | 312                      | 3                    |            |            | 16         |
| Fuente: Síntesis del Boletín oficial de la Santa Sede, que a su vez toma los datos del Anuario Pontificio. |                      |           |                |            |               |               |                          |                      |            |            |            |

## Episcopologio
- Sergiusz Gajek, M.I.C., desde el 30 de marzo de 2023